# Eksotisk
Eksotisk kommer af græsk εξωτικος exotikos = "fremmed". Det eksotiske er altså det fremmede. I daglig tale bruges ordet dog i en lidt mere snæver betydning, hvor man sigter til det "løjerlige" eller "sydlandske".
Inden for geografi eller økologi bruges ordet i den oprindelige betydning. En stenart kan derfor udmærket være eksotisk, selv om den kommer fra Grønland. En træart vil også blive kaldt eksotisk, når den ikke er naturlig hjemmehørende i Danmark. Det kunne f.eks. være arten Sølv-Lind (Tilia tomentosa), der kommer fra Balkanområdet.